# یولین استیونس
یولین استیونس (اسپانیایی: Julien Stevens‎؛ زادهٔ ۲۵ فوریهٔ ۱۹۴۳) دوچرخه‌سوار اهل بلژیک است.
وی در مسابقات کشوری و بین‌المللی در مجموع برندهٔ ۱ مدال نقره شده‌است.